# Albrecht VII van Schwarzburg-Rudolstadt
Albert VII van Schwarzburg-Rudolstadt (Sondershausen, 16 januari 1537 - Rudolstadt, 10 april 1605) is de stamvader van het huis Schwarzburg-Rudolstadt.
Als zoon van Günther XL van Schwarzburg en Elisabeth van Isenburg kwam hij na de dood van vader in 1552 samen met zijn oudere broers Günther XLI, (1529-1583) Johan Gunther I (1532-1586) en Willem (1534-1597) aan de macht in het Graafschap Schwarzburg. In 1599 deelden de beide overgebleven broers het gebied, zodat Albert met Rudolstadt, Bad Blankenburg, Schwarzburg, Paulinzelle, Leutenberg, Ehrenstein, Ilm, Könitz, Seeberg, Frankenhausen, Arnsburg, Straußberg, Kelbra, Herringen en Schlotheim het graafschap Schwarzburg-Rudolstadt ontving en Johan Gunther met het Schwarzburg-Arnstadt de rest.
Hij was sinds 14 juni 1575 gehuwd met Juliana van Nassau-Dillenburg (1546-1588), dochter van Willem de Rijke en jongere zuster van Willem van Oranje. Haar zuster Catharina was de echtgenote van zijn broer Gunther XLI. Uit het huwelijk van Albert met Juliana werden tien kinderen geboren, onder wie de latere graven Karel Günther en Lodewijk Günther I.

## Kinderen uit het huwelijk met Juliana van Nassau
1. Karel Günther (6 november 1576 – 24 september 1630)
2. Elizabeth Juliane (1 januari 1578 – 28 maart 1658)
3. Sophie (1 maart 1579 – 24 augustus 1630), huwde op 30 maart 1595 met graaf Jobst II von Barby-Mühlingen
4. Magdalene (12 april 1580 – 22 april 1632),huwde op 22 mei 1597 met Hendrik II Reuss zu Gera
5. Lodewijk Gunther I (27 mei 1581 – 4 november 1646)
6. Albrecht Gunther I (8 augustus 1582 – 20 januari 1634)
7. Anna Sybilla (14 maart 1584 – 22 augustus 1623), huwde op 15 november 1612 met graaf Christian Gunther I von Schwarzburg-Sondershausen
8. Catharina Maria (13 juli 1585 – 19 januari 1659)
9. Dorothea Susanne (13 februari 1587 – 19 april 1662)
10. Hendrik Gunther 1588-1589

Na haar dood in het kraambed (1588) hertrouwde Albert op 2 maart 1591 met Albertine Agnes van Leiningen-Westerburg, dit huwelijk bleef kinderloos.
Albert VII werd opgevolgd door zijn zoon Karel Gunther.